# Ouro Branco (Minas Gerais)
Ouro Branco est une municipalité brésilienne de l'État du Minas Gerais et de la microrégion de Conselheiro Lafaiete.